# Троицконикольский
Троицконикольский — посёлок в Брасовском районе Брянской области, в составе Глодневского сельского поселения. 
 Расположен в 4 км к западу от села Глоднево. Население — 2 человека (2010).

## История
Возник в 1920-е годы; первоначально — два раздельных посёлка: Троицкий (восточная часть) и Никольский (юго-западная часть). До 2005 года входил в Глодневский сельсовет.
| Годы      | 1979 | 1989 | 2002 | 2010 |
| --------- | ---- | ---- | ---- | ---- |
| Население | 165  | 55   | 27   | 2    |